# بروکن (بیرکنفلد)
بروکن (به آلمانی: Brücken) یک شهر در آلمان است که در بیرکنفلد واقع شده‌است. بروکن ۱٬۲۷۳ نفر جمعیت دارد.